# Pin-up girl

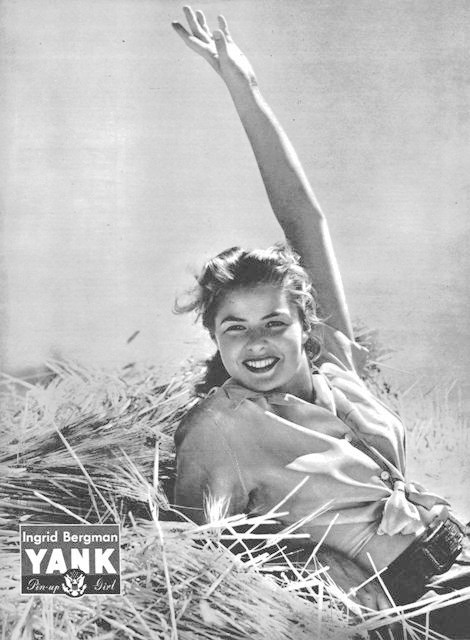
Ingrid Bergmanová jako pin-up girl na obálce časopisu Yank

Dívka v modrém, typická pro padesátá léta

Pin-up girl nebo pin-up model (z angl. dívka přišpendlená na vývěsce) je modelka, která pózuje na masově produkovaných atraktivně vypadajících fotografiích (nejčastěji zobrazována na plakátech – tzv. posterech, nebo na stránkách nástěnných kalendářů), které jsou součástí tzv. pop kultury. Termín pin-up je používán i pro ilustrované nebo kreslené obrázky, které jsou často tvořeny emulací fotografií.
Tematicky jsou fotografie pin-up zaměřené na neformální vyobrazení, které nemá za cíl nevyžádaný portrét modelu s jeho charakterovými vlastnostmi, prezentovat uměleckou myšlenku, nýbrž má buď propagovat zboží, nebo poskytnout prezentaci atraktivního sex symbolu glamour modelky nebo herečky zajímavé pro co nejširší masu konzumentů. Podobně jako v jiných směrech pop-kultury je trvanlivost atraktivity zobrazení pin-up obrázků sezónní, rychle zastarává a je často obměňována novými tvářemi.
Magazín Photo Bits byl lehce erotický časopis vydávaný od roku 1898 do roku 1914 a první pin-up magazín v Anglii.

## Představitelky pin-up girls
Mezi nejznámější pin-up girls se řadí Joan Crawfordová, Mary Pickfordová, Josephine Bakerová, Greta Garbová, Pola Negri, Judy Garlandová, Marlene Dietrichová, Gina Lollobrigida, Twiggy, Brooke Shieldsová, Madonna, Marilyn Monroe, Samantha Fox, Jacqueline Bisset, Goldie Hawnová, Farrah Fawcett, Cindy Crawford, Tyra Banksová, Pamela Anderson, Carmen Electra či Julia Robertsová.

### 1910–1920
- Theda Bara
- Vilma Bánky
- Belle Bennettová
- Clara Bowová
- Mary Brianová
- Louise Brooksová
- Camille Cliffordová
- Betty Compsonová
- Joan Crawfordová
- Bebe Danielsová
- Marion Davies
- Billie Doveová
- Ruth Ettingová
- Greta Garbo
- Barbara Kentová
- Bessie Love
- Barbara La Marrová
- Colleen Moore
- Mae Murray
- Nita Naldi
- Alla Nazimova
- Pola Negri
- Anita Page
- Mary Pickfordová
- Gloria Swansonová
- Lilyan Tashmanová
- Olive Thomasová
- Alice White

### 30. léta
- Annabella
- Josephine Bakerová
- Joan Blondellová
- Virginia Bruceová
- Marlene Dietrichová
- Dolores del Río
- Jean Harlow
- Sonja Henie
- Ruby Keelerová
- Gypsy Rose Lee
- Carole Lombard
- Myrna Loy
- Sally Randová
- Ginger Rogersová
- Barbara Stanwyck
- Thelma Todd
- Lupe Velezová
- Mae West
- Toby Wing

### 40. léta

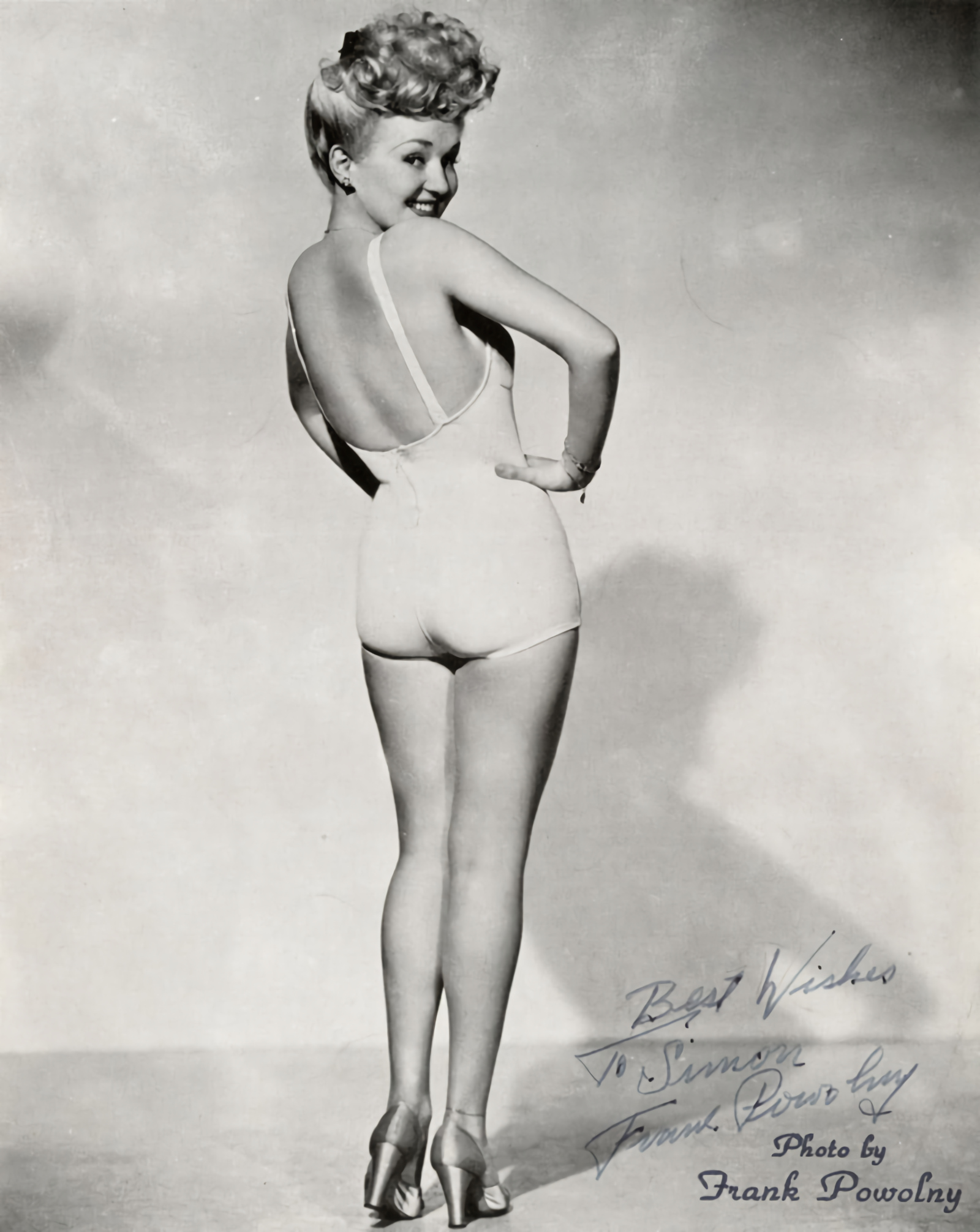
Frank Powolny: Pin-up girl herečka Betty Grable v plavkách 1943 byla v podobě plakátů vytištěna v milionových nákladech, 1943

Jednou z nejznámějších je snímek herečky Betty Grable v plavkách z roku 1943, který pořídil fotograf s československým původem původem Frank Powolny. Jeho snímek byl v podobě plakátů, vytištěn v milionových nákladech. Tato fotografie se stala nejslavnější v období druhé světové války. Jeden z pěti amerických vojáků ji nosil ve své peněžence, kopírovala se na letadlech, tancích, nákladních vozech a všech typech vojenských vozidel a bylo vyrobeno 5 milionů kopií. Fotografie byla později zahrnuta do edice časopisu Life 100 fotografií, které změnily svět a následně byla časopisem Time zvolena jednou ze „100 nejvlivnějších fotografií v historii“.
- Lauren Bacallová
- Diana Barrymore
- Ingrid Bergmanová
- Vivian Blaineová
- Jeanne Crainová
- Linda Darnellová
- Yvonne De Carlo
- Lisa Fonssagrives
- Ava Gardner
- Judy Garlandová
- Betty Grableová
- Kathryn Graysonová
- Jane Greerová
- Anne Gwynneová
- Susan Haywardová
- Rita Hayworthová
- June Haverová
- Lena Horneová
- Candy Jonesová
- Olga San Juan
- Veronica Lake
- Carole Landisová
- Hedy Lamarrová
- Dorothy Lamourová
- Joan Leslieová
- Viveca Lindfors
- Marilyn Maxwellová
- Marie McDonaldová
- Ann Millerová
- Carmen Miranda
- Maria Montezová
- Frances Rafferty
- Ella Rainesová
- Donna Reedová
- Jane Russellová
- Ann Sheridan
- Alexis Smith
- Gene Tierneyová
- Lana Turner
- Esther Williamsová
- Shelley Wintersová

### 50. léta
- Pier Angeli
- Carroll Bakerová
- Brigitte Bardotová
- Candy Barrová
- Cyd Charisse
- Mara Corday
- Hazel Court
- Dagmar
- Dorothy Dandridge
- Sandra Dee
- Faith Domergue
- Diana Dorsová
- Anita Ekbergová
- Gloria Grahame
- Allison Hayesová
- Joi Lansingová
- Gina Lollobrigida
- Sophia Lorenová
- Jayne Mansfieldová
- Irish McCallaová
- Marilyn Monroe
- Cleo Mooreová
- Kim Novak
- Maila Nurmiová
- Bettie Page
- Suzy Parkerová
- Barbara Paytonová
- Barbara Rush
- Lili St. Cyr
- Gia Scala
- Tempest Storm
- Märta Torénová
- Mamie Van Dorenová
- June Wilkinsonová

### 70. léta
- Catherine Bachová
- Adrienne Barbeau
- Barbi Bentonová
- Jacqueline Bisset
- Lynda Carterová
- Susan Deyová
- Farrah Fawcett
- Goldie Hawnová
- Marilu Hennerová
- Lauren Huttonová
- Kate Jacksonová
- Cheryl Laddová
- Peggy Liptonová
- Olivia Newton-Johnová
- Jaclyn Smithová
- Bernadette Stanisová
- Suzanne Somersová
- Cheryl Tiegsová

### 80. léta
- Justine Batemanová
- Bobbie Brownová
- Christie Brinkley
- Phoebe Catesová
- Belinda Carlisle
- Barbara Cramptonová
- Sheena Eastonová
- Samantha Fox
- Diane Franklinová
- Monique Gabrielle
- Linda Hamiltonová
- Daryl Hannah
- Susanna Hoffs
- Tawny Kitaen
- Heather Locklear
- Kelly LeBrocková
- Heather Thomasová
- Lea Thompsonová
- Jeana Tomasinová
- Linnea Quigley
- Molly Ringwald
- Elisabeth Shue

### 90. léta
- Cindy Margolisová

### 2000–současnost
- Jami Deadly
- Bernie Dexterová
- Sabina Kelley
- Dita Von Teese
- Loulou von Brochwitzová
- Keeley Hazellová
- Jessica Kiperová
- Denise Milani
- Veronika Zemanová

## Galerie

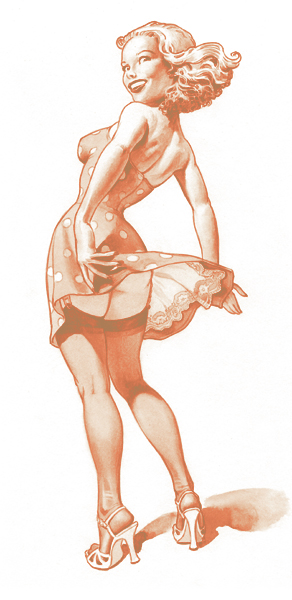
Dívka s vlajícími vlasy, širokým úsměvem a svůdným postojem…
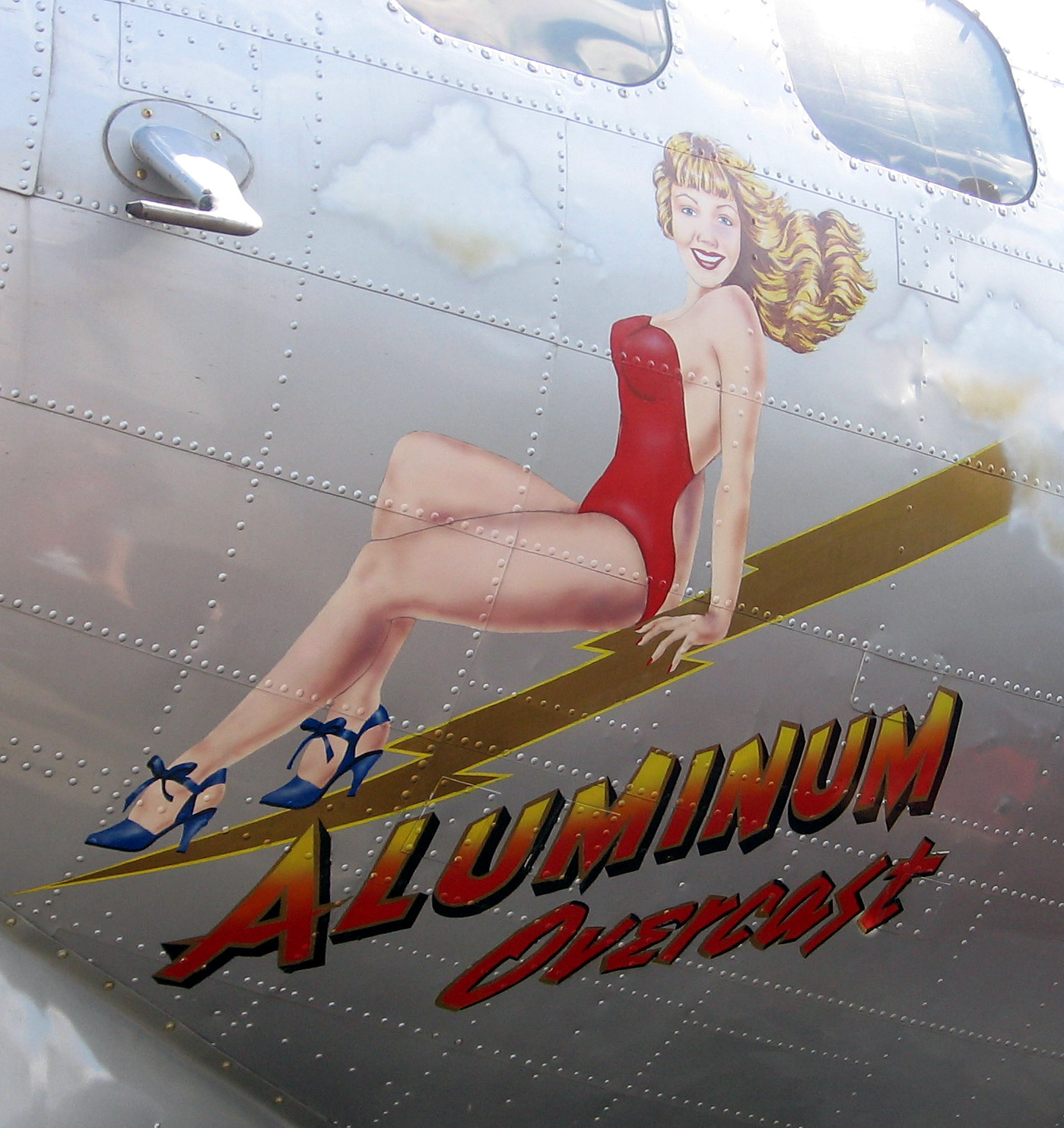
Pin-up na letounu B-17 „Aluminum Overcast“
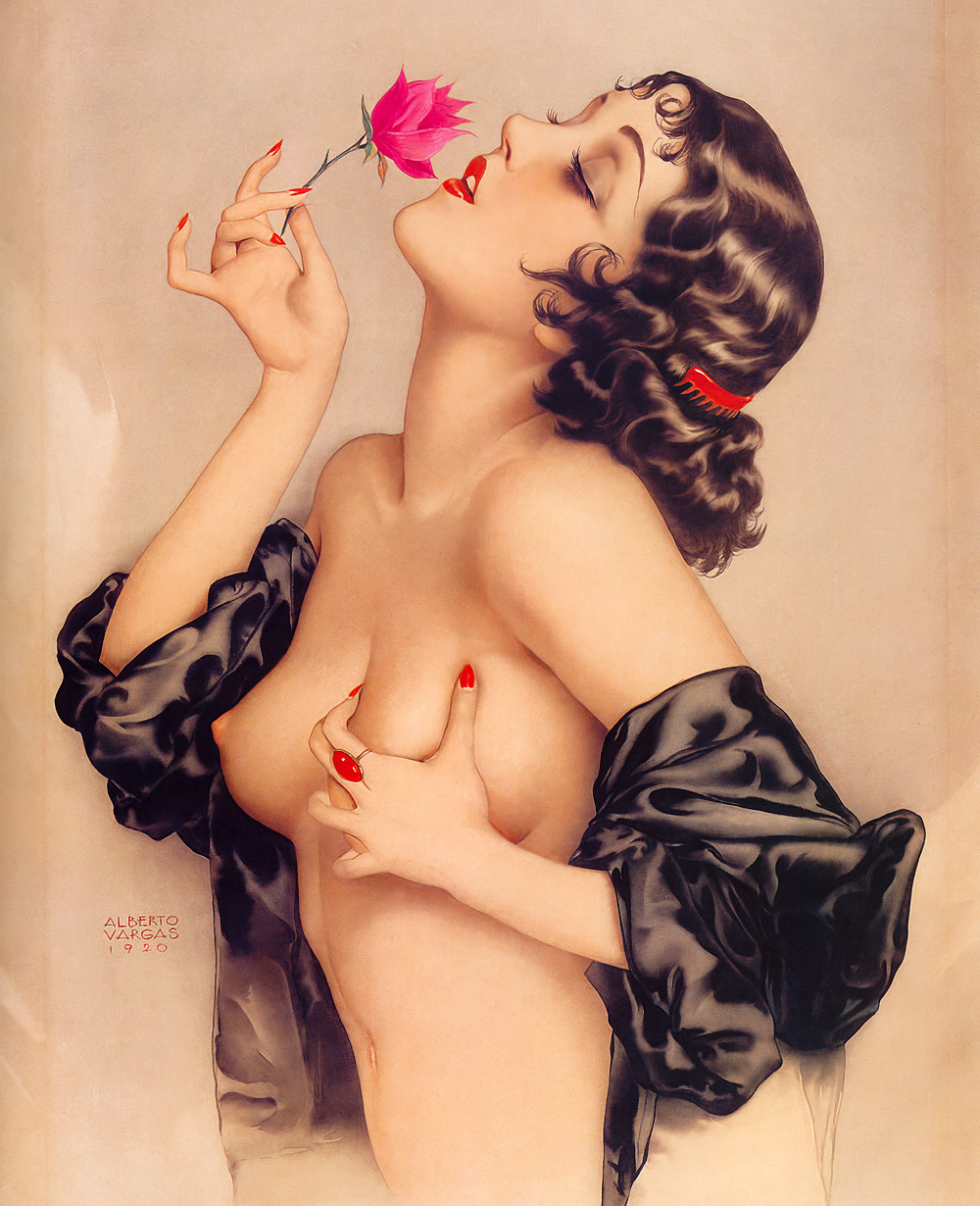
Olive Thomasová, 1920
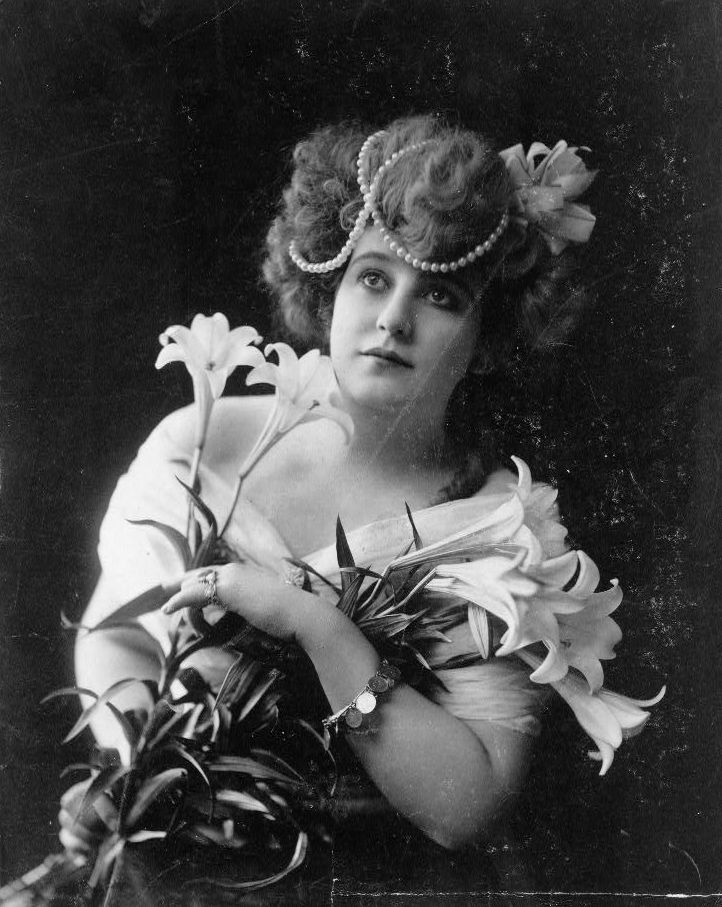
Mladá dáma s liliemi, 1902
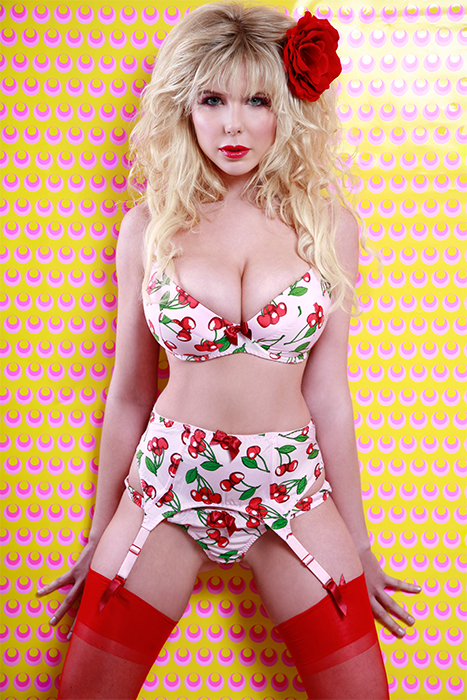
Alyssa Nicole Pallett
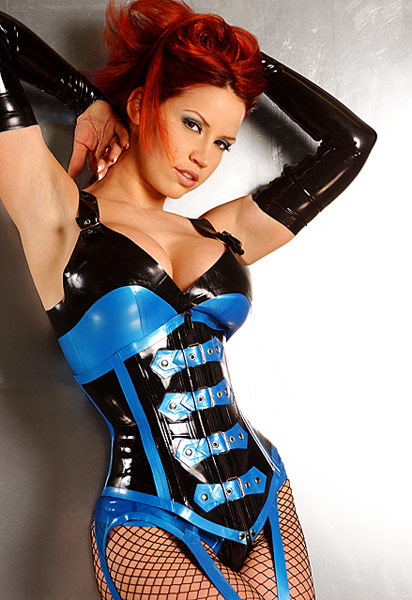
Bianca Beauchampová
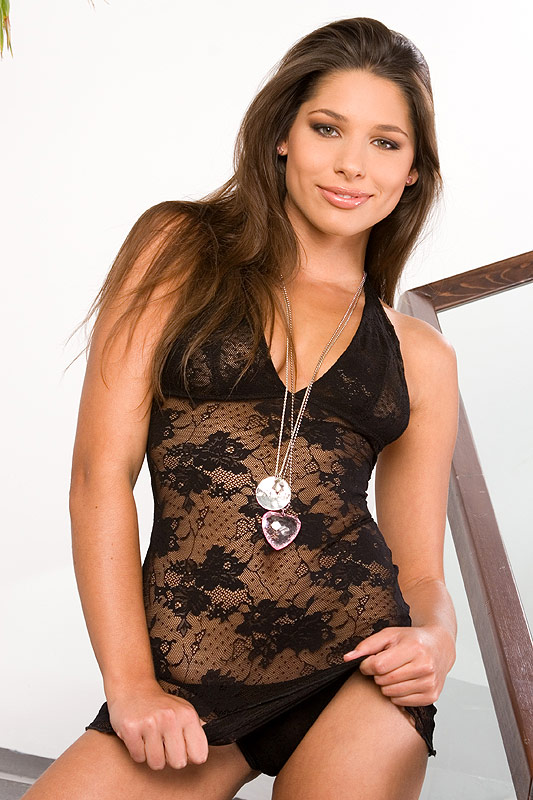
pornoherečka Zafira
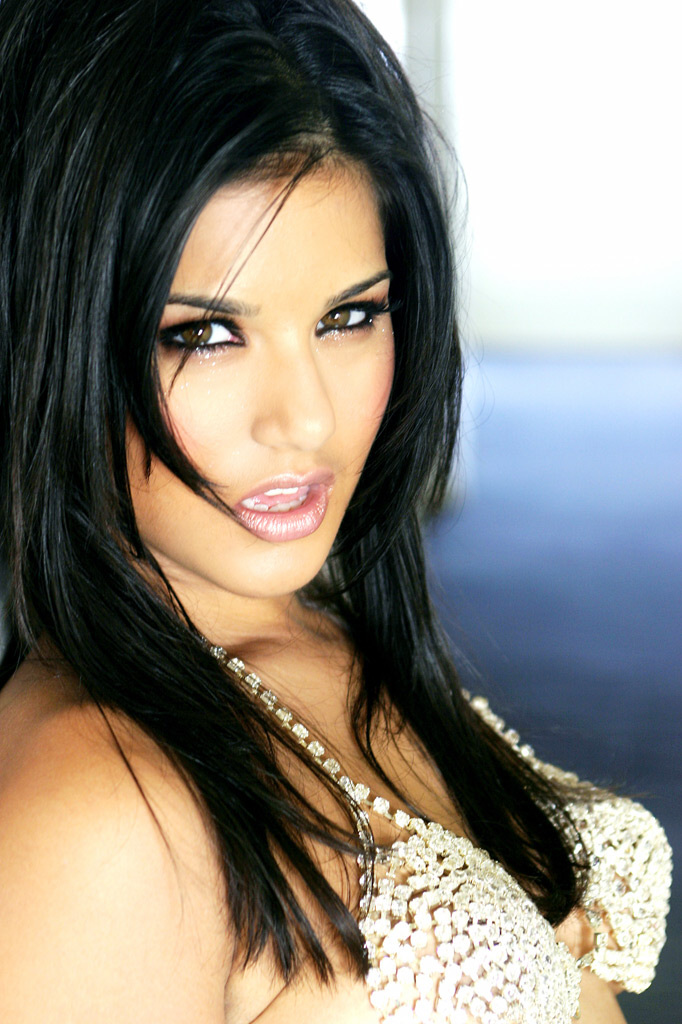
Sunny Leone
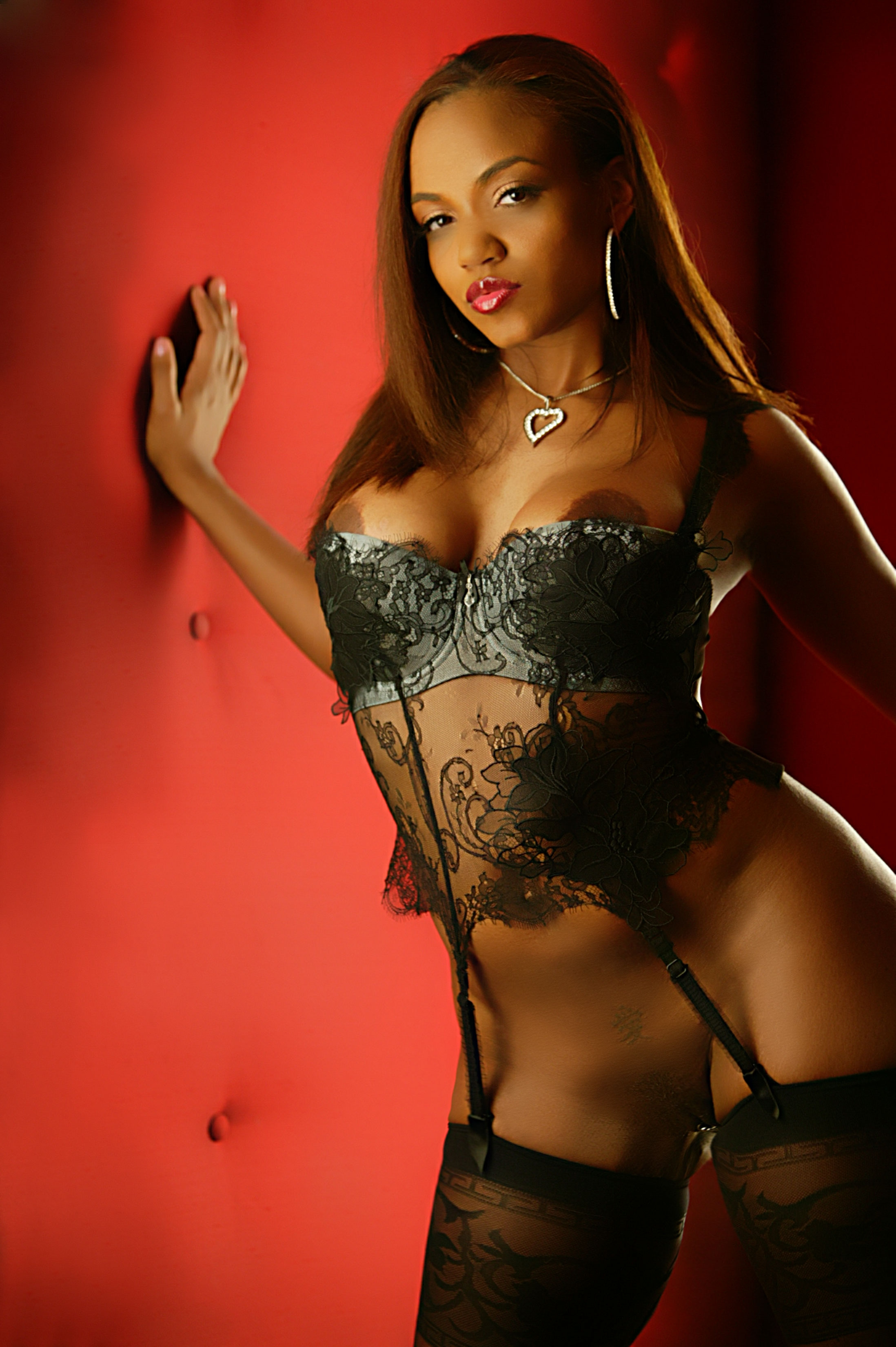
Sinnamon Love
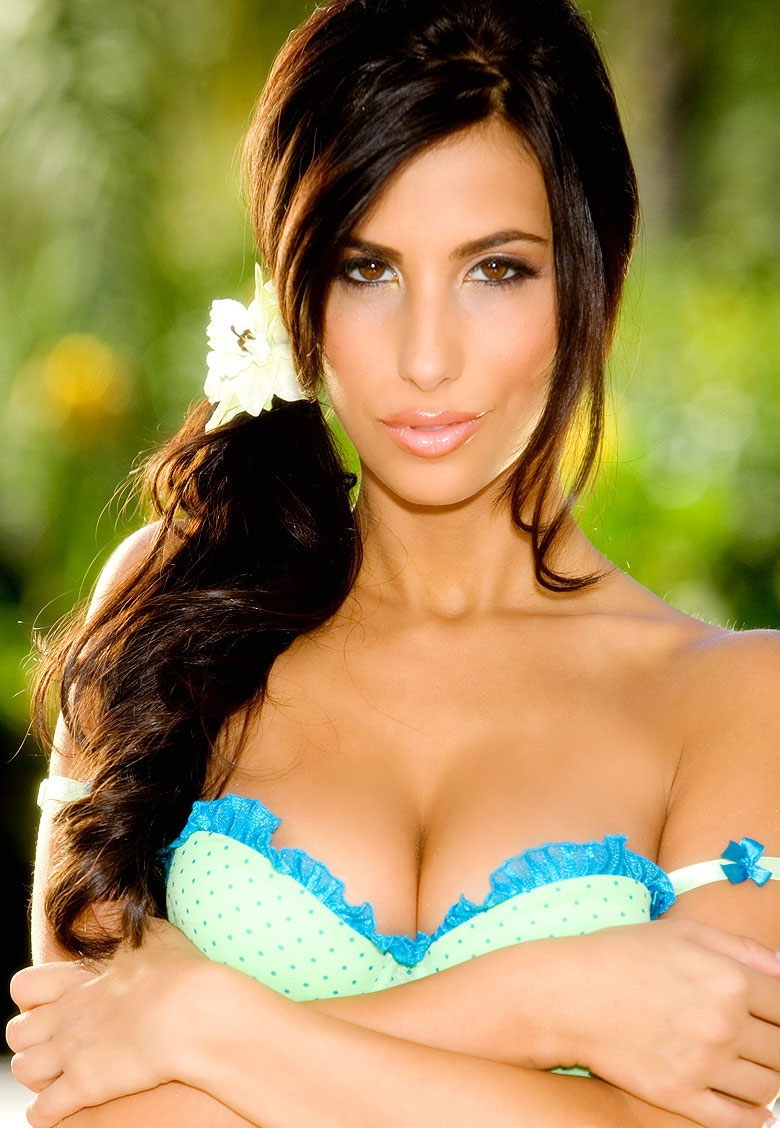
Jaime Hammer
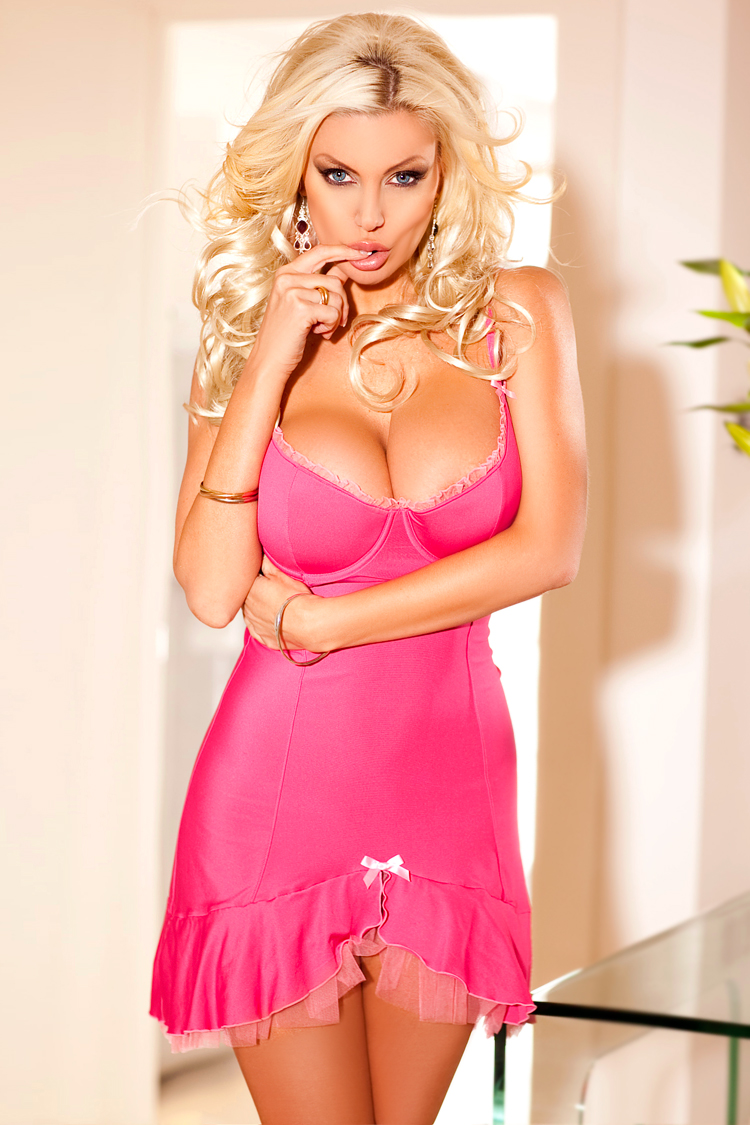
Brittany Andrewsová
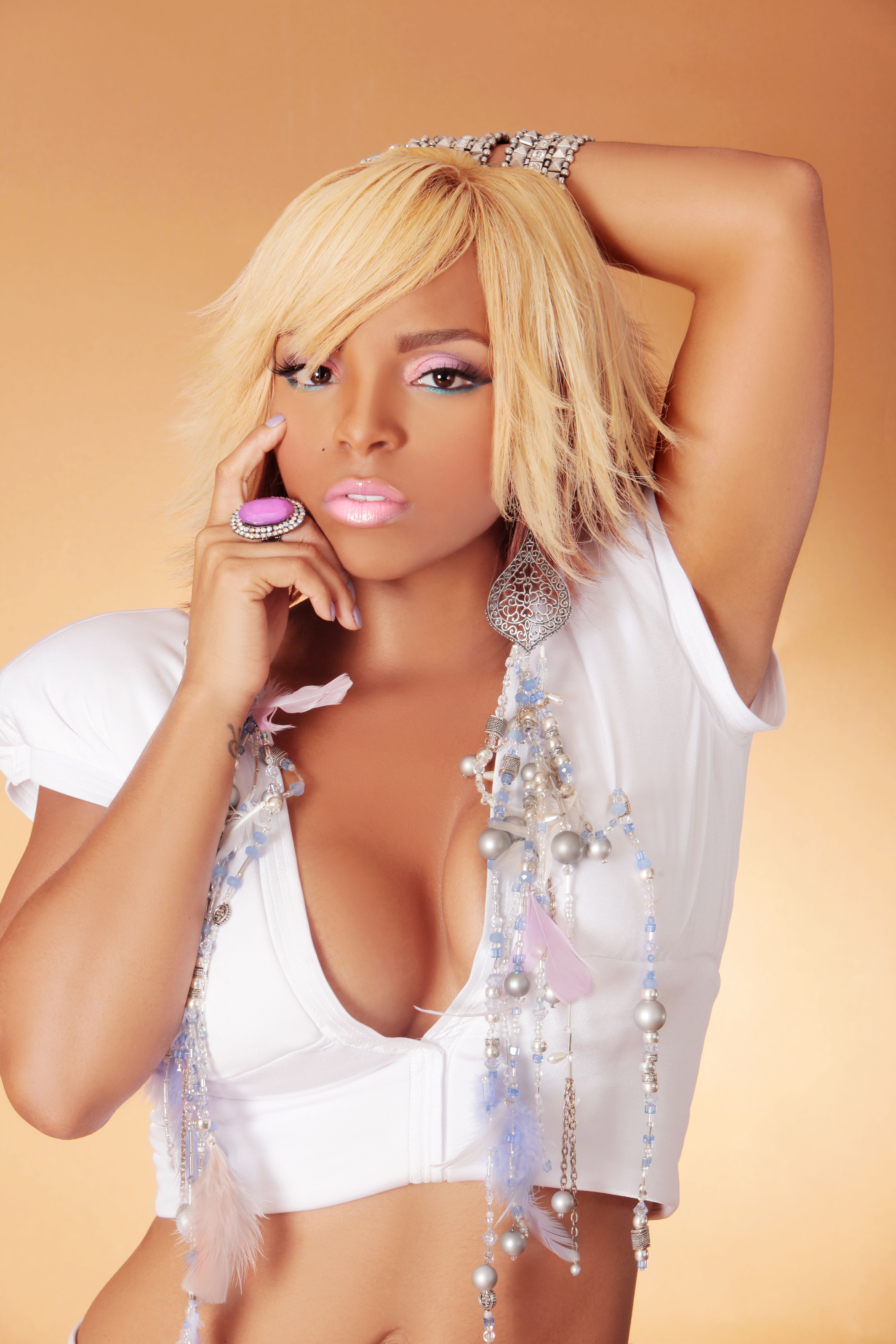
modelka Ashley